# Centre d'analyse et de documentation
Pour les articles homonymes, voir CAD.
Le Centre d'analyse et de documentation (CAD) était un organisme gouvernemental québécois de nature politique ayant existé dans les années 1970. Il fut créé en 1971, après la Crise d'octobre de 1970, dans le but de ficher « 6 000 groupes et 30 000 personnes des milieux souverainistes, syndicaux et de la haute fonction publique ». 

## Histoire
Ses activités furent officiellement arrêtées en avril 1977 et tous ses dossiers relativement aux personnes furent officiellement détruits. Cependant, le 4 avril 1992, Marc-André Bédard, ancien ministre de la justice du Québec, a précisé à La Presse que « les documents d'analyse et les fiches sur les «associations», avait été envoyé à la sécurité publique. » 
Au début de septembre 2009, Bibliothèque et Archives nationales du Québec détiendrait trois boîtes de documents en provenance du CAD. Vers la mi-septembre 2009, ce serait plutôt 9 boîtes qu'elle détiendrait. 
En septembre 2010, des journalistes du journal Le Devoir ont analysé le contenu de six boîtes classés « Secret » : « [Des suspects] se seraient rencontrés à plusieurs occasions à Paris, France, pour fomenter un complot visant à assassiner le premier ministre du Québec ». Le premier ministre d'alors, Robert Bourassa, avait affirmé que le CAD était un « simple «service de clipping sophistiqué» », alors que l'auteur de l'article qualifie le CAD de « police politique de Bourassa ».